# Щербатюк Роман Олексійович
Рома́н Олексі́йович Щербатю́к (1990—2014) — молодший сержант Збройних сил України, учасник російсько-української війни.

## Життєпис
Народився 1990 року в смт Попільня (Житомирська область). Закінчив Попільнянську гімназію № 1, 2007 року вступив на історичний факультет Житомирського державного університету імені Івана Франка. 2013 року проходив строкову військову службу в лавах ЗСУ.
Активно займався спортом — був воротарем футбольної команди «Попільня».
Мобілізований у березні 2014-го, номер обслуги, 26-а окрема артилерійська бригада.
8 серпня 2014 року загинув приблизно о 1-й годині ночі в зоні проведення бойових дій — під час вчиненого терористами мінометного обстрілу позиції гаубичного самохідно-артилерійського дивізіону. Довгий час перебував у списках зниклих безвісти.
Вдома лишилися батьки та старша сестра. Похований 2 жовтня 2014 року в Попільні.

## Нагороди
- 14 листопада 2014 року за особисту мужність і героїзм, виявлені у захисті державного суверенітету та територіальної цілісності України, вірність військовій присязі під час російсько-української війни, відзначений — нагороджений орденом «За мужність» III ступеня (посмертно)
- його портрет розміщений на меморіалі «Стіна пам'яті полеглих за Україну» в Києві: секція 2, ряд 8, місце 27
- рішенням 31-ї сесії Попільнянської районної ради VI скликання нагороджений відзнакою Попільнянщини «Гордість району» (посмертно)
- 4 грудня 2014 року на фасаді Попільнянської гімназії встановлено пам'ятну дошку на честь Романа
- вулицю Суворова у смт Попільня перейменовано на вулицю Романа Щербатюка (рішення сесії Попільнянської селищної ради)
- вшановується 8 серпня на щоденному ранковрму церемоніалі вшанування захисників України, які загинули за свободу, незалежність і територіальну цілісність нашої держави.